# Tuhenakhe I
Tuhenakhe I is een bestuurslaag in het regentschap Nias Utara van de provincie Noord-Sumatra, Indonesië. Tuhenakhe I telt 193 inwoners (volkstelling 2010).